# Kostel svatého Aloise (Velká Morava)
Kostel svatého Aloise, někdy nazývaný Kostel svatého Aloise Gonzagy, je římskokatolický, orientovaný filiální kostel ve Velké Moravě. Patří do farnosti Malá Morava. Je chráněn jako kulturní památka. Je situován na návrší na levém břehu řeky Moravy.

## Historie
Klasicistní kostel pochází z roku 1802.

## Architektura
Jednolodní podélná stavba o třech polích dělených od sebe klenebními pasy, ve východní části uzavřená konchou. V západní části je kruchta na 4 toskánských sloupech zaklenutá v podkruchtí českou plackou. Věž a trojboký presbytář je na západní straně.

## Interiér
Obraz na hlavním oltáři je dílem malíře Lichtenštejnů Jana Dallingera.

## Bohoslužby
Mše svatá je každý druhý týden v neděli v 8 hodin ráno.